# Vodovodní přípojka
Vodovodní přípojkou se nazývá úsek potrubí od vodovodního řadu k vodoměru. Kde není instalován vodoměr, potom jde o úsek od vodovodního řadu k hlavnímu uzávěru připojované nemovitosti (pozemku nebo stavby). Vodovodní přípojka umožňuje dopravit pitnou vodu z vodovodu pro veřejnou potřebu do vnitřní rozvod vody v připojené nemovitosti.  Vodovodní přípojka je vybavena vodoměrem, který slouží jako stanovené měřidlo pro určení vodného. 

## Vodovodní přípojka z hlediska legislativy ČR
Definici vodovodní přípojky upřesňuje Zákon č. 274/2001 Sb., o vodovodech a kanalizacích pro veřejnou potřebu (Zákon o vodovodech a kanalizacích) v pozdějším znění v § 3, odst. 1) „Vodovodní přípojka je samostatnou stavbou tvořenou úsekem potrubí od odbočení z vodovodního řadu k vodoměru, a není-li vodoměr, pak k vnitřnímu uzávěru připojeného pozemku nebo stavby“.
Konstrukce a nároky na vodovodní přípojky udává v technická norma ČSN 75 5411 Vodovodní přípojky.

## Všeobecná pravidla
Každá nemovitost by měla mít vlastní přípojku, ta musí být položena kolmo na veřejnou vodovodní síť a nesmějí na ní být žádné odbočky. Vlastník vodovodní přípojky je povinen zajistit, aby vodovodní přípojka byla provedena a užívána tak, aby nemohlo dojít ke znečištění vody ve veřejném vodovodu. Zejména se nesmí propojovat vnitřní rozvod připojený na veřejný vodovod s potrubím zásobovaným z jiného zdroje (např. ze studny). Místo, kde přípojka prochází zdivem, musí být chráněno utěsněnou chráničkou, v níž nesmí být spoj potrubí. Sklon připojovacího potrubí musí být od budovy k veřejné síti min. 1%.

## Napojování na řad
Vodovodní přípojka se napojuje na vodovodní řad:
- navrtávkou – napojení pomocí navrtávacího pasu. Používá se především u menších dimenzí pro rodinné domy apod. (do DN přípojky 50 mm). Navrtává se svisle nebo vodorovně podle typu uzavírací armatury přípojky. Výhodou některých typů navrtávacích pasů je, že se navrtávka může dělat pod tlakem, čili bez nutnosti odstávky řadu.
- odbočkou – napojení pomocí T-kusu. Používá se pro napojení větších například provozních objektů (od DN přípojky 75 mm a výše). Ať už zároveň se stavbou nového vodovodu nebo dodatečně se zpravidla používá přechodek z potrubí na přírubový spoj, mezi které se vsadí přírubový T-kus. K dispozici jsou však i tvarovky ve tvaru T plastové – hrdlové. Nevýhodou tohoto způsobu napojení je, že vždy musí dojít k odstávce řadu.

## Skladba vodovodní přípojky
napojení na vodovod:
- šoupátko – uzavírací armatura, zpravidla v místě napojení přípojky na řad, pro ovládání šoupátka se používá zemní zákopová souprava, která bývá doplněna litinovým poklopem v niveletě okolního terénu

vodoměrná sestava:
- uzavírací armatura – do DN 40 mm zpravidla kulový ventil, DN 50 mm a výš šoupátko
- redukce – dimenze potrubí přípojky je zpravidla větší než dimenze vodoměru, proto se musí DN redukovat
- vodoměr – pro měření spotřeby vody, některé typy mohou pro dodržení přesnosti měření vyžadovat rovný úsek potrubí před a za vodoměrem pro uklidnění proudění vody
- montážní kus – u vodoměrných sestav s přírubovými spoji (DN 50 mm a výš) se pro možnost demontáže vodoměru instaluje montážní kus, který vymezuje montážní prostor
- redukce – změna DN zpět na průměr potrubí
- zpětný ventil – usměrňovací armatura zabraňující zpětnému proudění vody
- filtr – tam kde je požadována max. ochrana proti vniku nečistot z vodovodu se osazuje filtr
- uzavírací armatura – do DN 40 mm zpravidla kulový ventil, DN 50 mm a výš šoupátko
- vypouštěcí ventil – u menších dimenzí zpravidla zakomponovaný do uzavírací armatury

## Zřízení vodovodní přípojky
Vodovodní přípojku lze zřídit jen na základě kladného vyjádření provozovatele vodovodu. Podle zákona č. 274/2001 Sb. musí provozovatel vodovodu povolit zřízení vodovodní přípojky, je-li to technicky a provozně možné. Souhlas je nutno doložit uzavřením Smlouvy o dodávce pitné vody mezi provozovatelem vodovodu a majitelem připojené nemovitosti. Vodovodní přípojku pořizuje na své náklady odběratel, není-li dohodnuto jinak.
Přípojka není vodní dílo ve smyslu vodního zákona. Projektuje se, povoluje, staví a koladuje podle stavebního zákona č. 183/2006 Sb.

## Povolení a projekt vodovodní přípojky
Vodovodní přípojku do 50 m délky povoluje místně příslušný stavební úřad územním souhlasem. Přípojku delší než 50 m lze zřídit jen na základě územního rozhodnutí a ohlášení stavby (stavebního povolení) Stavební úřad. Pro oba případy je nutné stavebnímu úřadu předložit projektovou dokumentaci a Smlouvu o dodávce pitné vody. Projekt může zpracovat jen osoba, která má oprávnění k projektové činnosti a je členem České komory autorizovaných inženýrů a techniků činných ve stavebnictví. 
Součásti projektové dokumentace podle vyhlášky č. 499/2006 Sb.:
1. technická zpráva (popis, výpočet požadovaného množství, …),
2. situační výkres (stávající vodovod, navrženou přípojku, a také inženýrské sítě v měřítku 1:500, 1:1000),
3. katastrální snímek (parcelní číslo, zákres vodovodu a přípojky, včetně situace širších vztahů,  list vlastnictví,
4. podélný řez (poloha uložení vodovodu a přípojky, spád přípojky včetně způsobu uložení potrubí přípojky),
5. kladečský plán (skladba napojení na vodovod, potrubí, skladba vodoměrné sestavy),
6. vodoměrná šachta nebo půdorys podlaží, kde bude vodoměrná sestava.

## Výstavba vodovodní přípojky
Podmínky pro výstavbu vodovodní přípojky jsou obvykle stanoveny Technickými podmínkami pro výstavbu vodovodní přípojky, které vydává provozovatel nejčastěji s využitím  ČSN 75 5411.   Provozovateli vodovodu je nutné v předstihu oznámit zahájením výkopových prací a projednat s ním technické podmínky napojení na vodovodní řad a osazení vodoměrné sestavy. V průběhu realizace přípojky má provozovatel právo kontrolovat kvalitu prací a souhlas s projektovou dokumentací. Napojení na vodovodní řad a osazení vodoměru provádí provozovatel. Před záhozem přípojky provozovatel provede kontrolu skutečného provedení stavby, tlakovou zkoušku a geodetické zaměření uloženého potrubí.

## Uvedení vodovodní přípojky do provozu
Kolaudaci přípojky provádí pracovníci stavebního úřadu za účasti provozovatele vodovodu. Pro kolaudaci je třeba poskytnout geodetické zaměření přípojky, projektovou dokumentaci skutečného provedení stavby a osvědčení o tlakové zkoušce přípojky.

## Vlastnictví vodovodní přípojky a vodoměru
Vlastníkem vodovodní přípojky je vlastník pozemku nebo stavby připojené na vodovod, neprokáže-li se jinak. Vlastníkem vodoměru je provozovatel vodovodu. Vlastník přípojky je povinen chránit vodoměr před poškozením a promrznutím.

## Opravy, údržba a rekonstrukce
Opravy a údržbu vodovodních přípojek uložených na:
- pozemcích, které tvoří veřejné prostranství, zajišťuje a hradí provozovatel vodovodu.
- neveřejných pozemcích zajišťuje a hradí vlastník přípojky.

Rekonstrukci vodovodních přípojek zajišťuje hradí majitel vodovodní přípojky.
Osazení a výměnu vodoměru zajišťuje provozovatel vodovodu na svůj náklad.